# Clonophis kirtlandii
Clonophis kirtlandii är en ormart som beskrevs av Kennicott 1856. Clonophis kirtlandii är ensam i släktet Clonophis som ingår i familjen snokar. IUCN kategoriserar arten globalt som nära hotad. Inga underarter finns listade i Catalogue of Life.
Arten förekommer i östra USA söder om de Stora sjöarna. Den lever i fuktiga delar av prärien, i andra gräsmarker som ofta ligger nära vattenansamlingar och som tidvis översvämmas. Ormen använder ofta bon som skapades av kräftan Cambarus diogenes som gömställe. Den håller vinterdvala.
Clonophis kirtlandii blir cirka 60cm lång. Den äter daggmaskar och snäckor. Honor lägger inga ägg utan föder levande ungar.